# Overclocked: A History of Violence
Overclocked: A History of Violence (нем. Overclocked: Eine Geschichte über Gewalt) — квест в жанре психологического триллера, разработанный студией House of Tales и изданный компанией Lighthouse Interactive. В России игра была выпущена 27 декабря 2007. В официальной локализации от «Нового Диска» она получила название «Overclocked. Оправданная жестокость». В других странах игра вышла 21 апреля 2008 (в розничную продажу или платное скачивание).
Игра тематически сосредоточена на постэффекте актов насилия и жестокости, и рассказывает о психиатре армии США по имени Дэвид Макнамара, который занимается несколькими психически травмированными подростками в отдалённой психиатрической больнице, на острове неподалёку от Нью-Йорка, в разгар неистового шторма…

## Игровой процесс
Игра представляет собой point-and-click-квест от третьего лица. Игровой процесс состоит из сбора и применения предметов, а также диалогов с различными персонажами. Игрок управляет не только Дэвидом, психиатром, главным героем игры, но и его пациентами. Происходит это следующим образом: в тот момент когда Дэвид запускает диктофон и разум тинейджера погружается в прошлое, игрок возвращается в прошедшие события и обстановку и, до определённого момента, играет за «вспоминающего» персонажа, постепенно раскрывая цепь событий.

## Сюжет
Пятеро утративших память тинейджеров, в возрасте примерно 18-20 лет, были найдены в течение одного периода времени в центре Нью-Йорка, вооружённые пистолетами и совершенно невменяемые. Игра начинается с того, что психиатр Дэвид Макнамара из Вашингтона направлен в Нью-Йорк чтобы расследовать данное происшествие, потому что в прошлом он работал в армии США, где занимался случаями посттравматического стрессового расстройства.
С самого начала дело выглядит очень странно. Дэвид в первый же день открывает для себя, что все пятеро пациентов были в одном и том же месте — на изолированном военном острове, и что они сбежали от одной и той же неизвестной личности.
По мере продвижения сюжета Дэвид, используя в качестве диктофона карманный компьютер, проходит сквозь разумы своих пациентов, постепенно раскрывая их память и сводя вместе обрывки единой истории.
В то же время, он пытается разобраться со своим болезненным разводом. У него есть определённые проблемы с психикой — иногда с ним происходят вспышки неконтроллируемой ярости. Одна из таких вспышек, случившаяся с Дэвидом в прошлом, разрушила его брак.

## Разработка
House of Tales — это немецкая студия по разработке игр, основанная Мартином Гантефёром (нем. Martin Ganteföhr) и Тобиасом Шахте (нем. Tobias Schachte). Мартин — автор и креативный директор Overclocked. В своём интервью 2008 года он раскрыл причины, по которым выбрал для игры такую сильную тему (насилие/психология агрессии):

Я выбрал эту тему потому, что она интересует меня, и она по меньшей мере также стоит того, чтобы ей посвятили игру - как и Войне на Марсе. Видите ли, создание игр — это очень личный процесс для меня. У меня есть много вопросов о жизни, и до тех пор, пока кто-нибудь готов слушать - я буду пытаться выразить мои мысли и чувства в моих играх.— Фрагмент из интервью с Мартином Гантефёром (House of Tales)

## Оценка
| Сводный рейтинг | Сводный рейтинг |
| Агрегатор       | Оценка          |
| --------------- | --------------- |
| GameRankings    | 72,00 %         |

Игра Overclocked получила смешанную оценку.
- Сайт GameRankings поставил игре общую оценку 72 %, сделанную на базе двадцати различных рецензий[3]. Другой агрегатор, Metacritic, оценил игру примерно так же — 70 из 100 (на основании девятнадцати рецензий)[4]. Общая оценка от сайта MobyGames составляет 77 из 100[5].
- Брет Тод в своей рецензии на сайте GameSpot похвалил Overclocked за «глубокую, увлекательную историю с жизнеподобными персонажами и диалогами», но отметил её нигилистический тон. Оценка — 7,5 из 10[6].
- В рецензии на сайте IGN также была отмечена «цепляющая основная тема … и сумрак дождливого Нью Йорка [который] добавляет прикл.ючению подходящий уровень тревоги». Оценка — 7 из 10[7].
- Игра также получила Рекомендуемый статус в рецензии на сайте IT Reviews, в которой были отмечены её «сильные персонажи» и «захватывающий сюжет»[8]
- PC Gamer оценил Overclocked на 48 % в своей отрицательной рецензии, осмеивая игру следующим образом: «Если вас не ломает без дозы приключенческой игры, то ваше время лучше потратить перестраивая вашу очередь на Netflix.» [9].
- Эндрю Плоткин (англ. Andrew Plotkin), писатель жанра interactive fiction, в своей рецензии назвал игру «увлекательной, повествовательно изощрённой» и «великим произведением жанра interactive fiction»[10].
- Русский сайт AG.ru поставил игре оценку 73 из 100[11].